# Žunje (Brus)
Žunje (Servisch cyrillisch Жуње) is een plaats in de Servische gemeente Brus. De plaats telt 370 inwoners (2002).